# 葉錫
葉錫（1397年—？），字玄圭，浙江溫州府永嘉縣人，明朝政治人物。進士出身。

## 生平
宣德五年（1430年），中進士，授吳縣知縣，在任期間卓有成績。因有民在朝中誣陷，叶锡遭到逮捕，當地百姓紛紛上京為其正名，朝廷派人核實，於是復官。不久升寧國府知府。《明史》有傳。